# Paul Kosla

Paul Kosla

Paul Kosla (:în ebraică:פאול קוסלה,numele la naștere: Paul (Pinhas) Șmulovici, n.1922 Piatra Neamț - d.2004) a fost un dirijor, pianist, aranjor, compozitor și pedagog israelian, originar din România. S-a distins în domeniul muzicii ușoare și de estradă.

## Biografie
Paul Kosla s-a născut sub numele de Paul (Pinhas) Șmulovici într-o familie evreiască din Piatra Neamț.
, Educația sa muzicală a început din copilărie, la vârsta de 9 ani, învățând primele instrumente muzicale. La 13 ani era deja un instrumentist versat la pian, acordeon și trombon. La 15 ani a fondat împreună cu fratele său, Herman, un duet care s-a numit Duo Kosla, după dealul Cozlea de lângă Piatra Neamț.
În România a cântat în mai multe formații de orchestră, inclusiv în cadrul unor spectacole de teatru și radiodifuzate. 
În anul 1950 a emigrat în Israel. Colaborarea cu fratele său, Herman Kosla, a continuat și în Israel. A activat acolo ca aranjor muzical, compozitor, ca director muzical și dirijor ale ansamblurilor unor teatre de revistă din Tel Aviv - „Li La Lo” și „Do Re Mi”, sub conducerea lui Moshe Walin și George Val. 
A colaborat îndeaproape cu soția sa (din 1950), cântăreața și actrița Dorothea Livio, și ea originară din România, atât la teatrele muzicale, cât și în turnee de spectacole prin lume, unele organizate de Fondul United Jewish Appeal. 
A compus sute de cântece și șlagăre, o bună parte din ele pentru spectacole în ebraică și în idiș. De asemenea a predat lecții în domeniul muzicii, inclusiv în cadrul unei școli particulare pe care a condus-o cu fratele său, Herman. O vreme a cântat la pian în cursul unor croaziere ale companiei israeliene de navigație ZIM (Tzim). 
Kosla a murit in anul 2004, la 82 ani, după ce a suferit un timp de boala Alzheimer. A lăsat soția, Dorothea Livio (născută în 1930), precum și fiul lor comun, muzicianul Eilon Kosla, care s-a stabilit în Olanda. A avut și un fiu vitreg, din prima căsătorie a soției, astrofizicianul Mario Livio.

## Cântece
- Aviv poréah (Primăvară înfloritoare) - pe text de Fischer
- aranjamente muzicale pentru cântece de Harry Reininger, pentru versiuni ebraice ale unor cântece de Domenico Modugno, Jerome Kern, Richard Rodgers, Emmett Babe Wallace,

Hugo Friedhofer,Marino Marini,Carmen Lombardo,